# История Шпицбергена

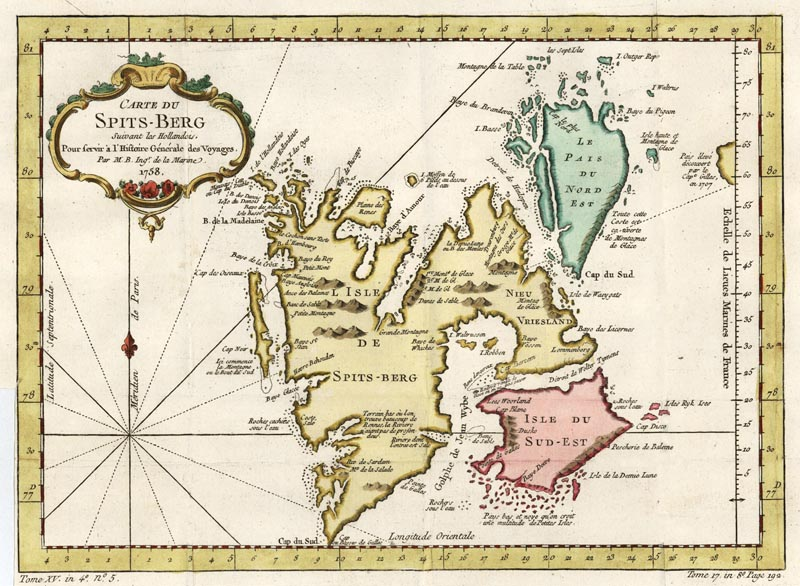

Предположительно, поморы и викинги обнаружили архипелаг в XII веке. По русским источникам[каким?], поморы, имевшие возможность северной ледовой навигации на уникальных (особенно для своего времени) кочах, сделали это на 80 лет раньше. По норвежским источникам викинги посещали землю, обозначавшуюся как Свальбард, буквально «холодный край», но более вероятно, что под этой землей подразумевались Ян-Майен (русск, о. Большой Медвежий в 500 милях к юго-западу от Шпицбергена), или часть Восточной Гренландии, куда викинги попали через Исландию, атлантическими маршрутами. У русских поморов архипелаг обозначался как «Святая Земля» или Грумант. Сейчас так называется один из посёлков на острове.
В то же время, современной археологии неизвестны как находки кочей древнее XVI столетия, так и следы пребывания самих русских на побережье Белого моря ранее XII века. В частности, известный археолог и этнограф Т. А. Бернштам относила формирование самого поморского субэтноса к началу XIV века.

## Открытия и экспедиции
Шпицбергенская экспедиция Института археологии РАН под руководством В. Ф. Старкова доказала, что в середине XVI века на Шпицбергене существовали поселения поморов. Всего известно более восьмидесяти поморских памятников. Самый северный из раскопанных посёлков поморов находится на полуострове Брёггер, на берегу залива Конгс-фьорд (79° с. ш.), в четырёх км от посёлка Ню-Олесунн. Здесь при раскопах было найдено более семисот предметов из металла, кожи, дерева, глины, бересты. Поморские могилы, кресты и дома есть и выше, под 80° с. ш. В бухте Решерж, на северном берегу пролива Бельсунн (Белзунд) обнаружено крупнейшее русское поселение из известных до сих пор на острове Западный Шпицберген — выявлены и изучены остатки четырёх жилищно-хозяйственных комплексов, в состав которых входили девять жилых помещений, шесть холодных клетей и баня.
Датский король Фредерик II в своём письме от 11 марта 1576 года упоминает о некоем русском кормщике Павле Никитиче (Paulus Nichetz) из Колы, согласном сообщить скандинавам данные об этой земле и провести туда корабли.
Однако первооткрывателем архипелага считается голландец Виллем Баренц, который первым сделал «бесспорное» открытие Шпицбергена в 1596 году. Впервые он высадился на Медвежьем острове 10 июня 1596 года. На Северо-западе Шпицбергена он высадился 17 июля. В 1607 году архипелаг Шпицберген обследовал британский мореплаватель Генри Гудзон.
После получения сведений о «большом сборище китов» в 1610 году от английской экспедиции под руководством Йонаса Пула, в 1611 году на Шпицбереген из Англии была послана первая китобойная экспедиция. В 1612 году были также посланы первые голландская и баскская экспедиции. Затем в 1613 году французская и в 1617 году датская экспедиции. Частично поселки были построены на берегу, в основном на западном побережье Шпицбергена, особенно на его северо-западной оконечности, другие были созданы на юго-востоке. В них началась охота на китов. Центром голландского китобойного промысла с 1614 года было селение Смеренбург. В 1630-х годах началась ловля китов в открытом море.
В XVII и XVIII веках остров использовался разными странами в качестве базы китобойного промысла, пока киты не были почти полностью истреблены в данном регионе. Однако уже к 1670 году от последнего из посёлков отказались, поскольку к этому моменту изменились способы ловли китов. В 1707 году голландский китобой Корнелис Гальс сделал первый полный обход вокруг островов.
Летом 1743 года на острове Эдж (Малый Берун (Брун)) в юго-восточной части архипелага высадились четверо русских зверобоев из Мезени во главе с кормщиком Алексеем Химковым, судно которых затерло льдами недалеко от его берегов. Не имея практически никаких припасов, они сумели провести на острове более 6 лет, занимаясь охотой на медведей, моржей и тюленей, ловлей песцов и заготовкой шкур. В августе 1749 года трое выживших зимовщиков, товарищ которых годом ранее умер от цинги, были случайно обнаружены русским торговым судном и доставлены в Архангельск.
В 1760 году заинтересовавшийся их историей французский ученый Пьер Людовик Леруа, живший в России, опубликовал на немецком языке в Риге и Митаве сочинение, переизданное в 1766 году на французском в Санкт-Петербурге, а в русском переводе 1772 года получившее название «Приключения четырёх российских матросов, к острову Ост-Шпицбергену бурею принесенных, где они шесть лет и три месяца прожили».
В 2003 году американский альпинист и скалолаз Дэвид Робертс опубликовал в Нью-Йорке книгу «Четверо против Арктики. 6 лет потерпевших кораблекрушение на вершине мира», посвящённую судьбе вышеупомянутых русских зимовщиков.
Китобойный промысел у Шпицбергена возобновился в первые десятилетия XIX века, когда доминирующее положение заняли голландцы и немцы, после чего оно плавно перешло в руки англичан. Бельгийские, норвежские и шведские китобои также направлялись на Шпицберген в течение этого периода.
Так как китобои, русские и норвежские охотники, путешественники и ученые в основном оставались в прибрежных районах острова, внутренняя его часть оставалась неизвестной до 1890-х годов, когда Martin Conway и группа учёных совершили первый переход через Шпицберген. В июне-июле 1896 года его партия прошла от Adventfjorden к Agardhfjorden на восточном побережье Шпицбергена.
Зимой 1872—1873 годов на острове умерло семнадцать охотников на тюленей.
В начале XX века американская, британская, шведская, русская и норвежская компании начали добычу полезных ископаемых на архипелаге. Первой уголь в промышленных масштабах добыла американская компания инженера-предпринимателя Джона Манро Лонгйира (англ. John Munroe Longyear, 1850—1922), который основал город Лонгйир на Западном берегу Шпицберген.
Поскольку Норвегия ещё в 1820-x годах заявила права на остров, за ней 9 февраля 1920 года в Париже Шпицбергенским трактатом был признан суверенитет над Шпицбергеном. Все страны, участвующие в договоре (39 стран), имеют право свободно осуществлять там хозяйственную деятельность. Договор ограничивал военное использование Шпицбергена, а также подтверждал право на сохранение поселений. Пять лет спустя, в 1925 году Норвегия официально объявила Шпицберген частью норвежского королевства. Некоторые историки[кто?] утверждают, что Норвегия получила суверенитет над островом в качестве компенсации за потери своего торгового флота во время Первой мировой войны, когда норвежский торговый флот играл важную роль в поставках в Великобританию. СССР присоединился к Шпицбергенскому трактату в 1935 году, но уже с 1932 года советский трест «Арктикуголь» вёл добычу угля на острове.
В межвоенные годы с архипелага осуществлялись полярные экспедиции, например, полёты Руаля Амундсена на гидросамолётах на деньги американского миллионера Линкольна Эллсворта. 21 мая 1925 года Амундсен отправляется со Шпицбергена на Аляску через Северный полюс, но не долетает и возвращается к Шпицбергену. 11 мая 1926 года со Шпицбергена стартует экспедиция Амундсена — Эллсворта — Нобиле на дирижабле конструкции Умберто Нобиле. Пролетев над полюсом (пилотировал дирижабль Нобиле), экспедиция приземлилась на Аляске. При Муссолини Умберто Нобиле, уже генерал и почётный член правящей фашистской партии, 23 мая 1928 года решил повторить полёт к Северному полюсу. Стартовав со Шпицбергена, он достиг полюса, но на обратном пути дирижабль разбился. Амундсен, вылетевший на поиски Нобиле, погиб, а оставшихся в живых членов экипажа дирижабля спас 12 июля советский ледокол «Красин».

## ГодыВторой мировой войны
К началу Второй мировой войны в 1939 году Шпицберген был населён главным образом шахтерами — около 2000 советских и 1000 норвежцев — разработчиками шахтных концессий. После немецкого вторжения и оккупации континентальной Норвегии, острова Шпицберген, Гренландия и Ян-Майен становятся мишенью для возможных конфронтаций Союзников и Оси.
Союзники первоначально планировали высадку канадских войск на Шпицбергене в 1940 году и постоянную оккупацию острова. Быстро приближающаяся зима и нехватка ресурсов изменили этот план. Были уничтожены метеорологические станции, выведены из строя угледобывающие шахты, эвакуированы советские и норвежские рабочие.
25 августа 1941 года британский лайнер «Эмпресс оф Канада» (Empress of Canada) в сопровождении двух крейсеров и трёх эсминцев пришвартовался в Грюнфьорден (Grønfjorden), бухте, лежащей внутри Великого Исфьорден (Isfjorden) на западном побережье Шпицбергена. Канадский контингент инженеров, норвежский взвод и войска Королевского армейского корпуса начали эвакуацию с острова, а горнодобывающие предприятия были взорваны, несмотря на протесты норвежской стороны.
Во время войны Шпицберген не мог выступать в качестве полноценной военной базы, поэтому присутствие немецких войск на архипелаге было ограничено забрасываемыми с подводных лодок и самолётов метеостанциями, корректирующими работу немецкой авиации в Заполярье. Всего на Свальбарде было до десяти секретных немецких групп. Для их уничтожения в 1942 году в район Лонгйирбьюен из Шотландии в рамках операции «Фритам» был заброшен небольшой норвежский отряд на двух судах Isbjørn и Selis. Несмотря на то, что оба судна были вскоре уничтожены авиацией, норвежцы сумели закрепиться на берегу и разыскать как минимум одну немецкую станцию. В дальнейшем норвежское присутствие на архипелаге было расширено.
В 1943 году для его ликвидации немцы выслали к Шпицбергену линкоры «Тирпиц» и «Шарнхорст» в сопровождении девяти эсминцев, которые разрушили большую часть Лонгйирбьюена и Баренцбурга артиллерийским огнём (одну из подожженных тогда угольных шахт удалось погасить лишь в 1960 году). Присутствие береговой норвежской артиллерии на мысе Хееродден стало для немцев сюрпризом и обошлось в три повреждённых эсминца и несколько убитых моряков. Высаженный с кораблей десант рассеял норвежские войска, но удерживать оборону немцы не планировали и быстро покинули Свальбард. Таким образом, боевое столкновение завершилось вничью — норвежский гарнизон практически потерял боеспособность, но успел нанести превосходящему противнику существенный урон.
Таким образом, разыскать и уничтожить все метеостанции немцев норвежцам не удалось — последняя из них закончила работу только в сентябре 1945 года, передавая погодные сводки после окончания войны открытым текстом.
Уникальный климат Шпицбергена в сочетании с низкими температурами привёл к высокой степени сохранности следов войны — на архипелаге сохранились останки нескольких немецких боевых самолетов, а также немецких метеостанций. 3 орудия Bofors 1920 10cm L/40 MI были сняты с HNoMS Sleipner (1936) (тип «Слейпнер») при замене в 1942 и доставлены для установки в качестве береговой артиллерии — 1 в Баренцбург на мыс Хеер (Kapp Heer, мыс Хэеродден, Heerodden) и 2 на Хотеллнесет. 8 сентября 1943 во время операции Цитронелла орудие на мысе Хеер использовалось против эсминцев Z-29, Z-31, Z-33 и линкора «Тирпиц». В 1989 году орудие было перевезено в Лонгйир и установлено на постамент в районе аэропорта. После реставрации орудие было возвращено на прежнее место 78°05′40″ с. ш. 14°10′45″ в. д.. Орудие сохраняется как исторический и туристический объект.

## После войны и по сей день
С конца 1940-х до начала 1980-х архипелаг Шпицберген был исследован геологическими экспедициями из Кембриджского университета, а также некоторых других (например, Оксфордского университета), во главе с геологом из Кембриджа W . Brian Harland. Многие из географических объектов острова были названы в честь участников этих экспедиций или же объектов в Кембридже (см. Норвежский Полярный Институт Архивная копия от 1 июля 2016 на Wayback Machine).
В 1946 году Ленинградским монетным двором специально для треста «Арктикуголь», работавшего на Шпицбергене, велась чеканка монет, которая была продолжена и в постсоветской России.
29 августа 1996 года при заходе на посадку у города Лонгйир потерпел катастрофу российский самолет Ту-154М компании «Внуковские авиалинии». Погиб 141 человек: 129 пассажиров и 12 членов экипажа.
В 2000-е годы на острове было построено Всемирное семенохранилище.
В октябре 2003 года КНР создала в поселке Нью-Олесунн научную станцию. Кроме того Китай подключился к проекту ЭЙСКАТ в поселке Лонгир по исследованию атмосферы: в качестве «вступительного взноса» Поднебесная принялась строить 70-метровый купол радара.